# День победы Исламской революции

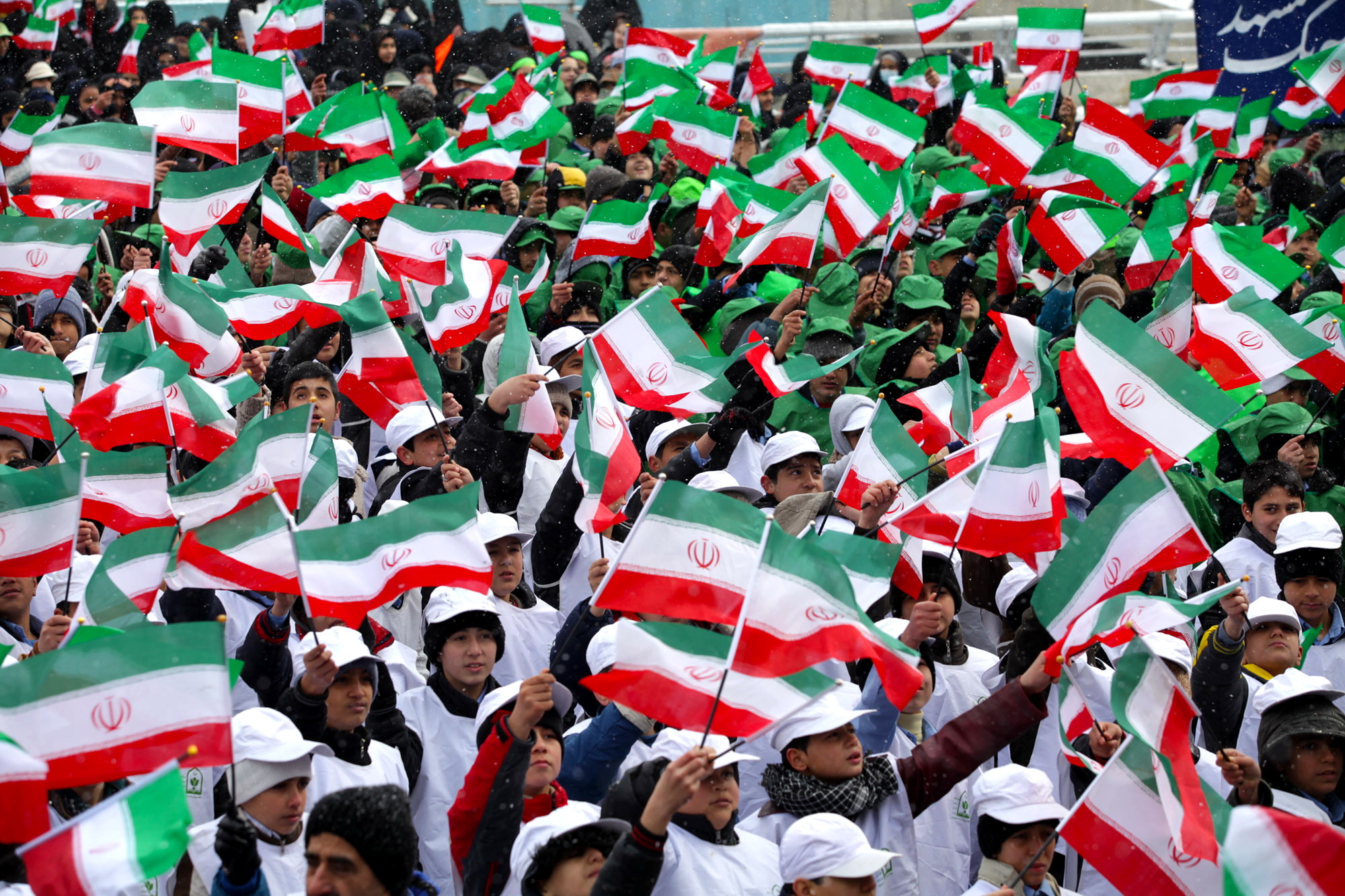
Празднование годовщины победы Исламской революции в Мешхеде в 2014 году

11 февраля (22 бахмана) – годовщина победы Исламской революции в Иране, когда в 1357 году по солнечной хиджре (1979 году по григорианскому календарю) власть шаха Мохамада Резы Пехлеви была низвержена, и установилась власть Рухоллы Хомейни. Этот день является последним днем “декады фаджр”. "Декадой фаджр" называют десять дней с 12 по 22 бахмана (с 1 по 11 февраля)1357 года. В этот период, а именно 12 бахмана(1 февраля), Рухолла Хомейни вернулся в Иран после 15 лет изгнания, и в конце концов, 22 бахмана (11 февраля), когда армия объявила о своем нейтралитете, победила Исламская революция. 22 бахмана, тюрьма Эвин, министерство гос. безопасности, гарнизон Султанатабад, меджлис, совет национальной обороны, полиция, жандармерия и объединенный комитет по борьбе с саботажем перешли на сторону народа. С захватом в плен генерал-лейтенанта Рахими, командующего армией в Тегеране, в руки революционеров попало оружие. Гарнизон Багшах, офицерское училище, высшая военное училище, тюрьма "Джамшидие", гарнизоны Ашратабад и Абасабад сдались одними из первых, последним на сторону народа встал центр теле и радиовещания. После собрания высших военных чинов, на котором было объявлено о нейтралитете армии, было сообщено о свержении правительства Пехлеви.

В наше время, 22 бахмана (11 февраля), день победы Исламской революции в Иране, является важным событием как для Иранцев, так и для всего мира. С одной стороны это событие – результат политики таких стран как США и СССР, с другой стороны, в Иране закончилась власть монархического режима, длившаяся 2500 лет. Каждый год в течение "декады фаджр" сторонники исламского режима проводят множество церемоний, отдавая дань памяти. Так же в государственных учреждениях и организациях проводят семинары и конференции. По иранскому государственному телевидению показывают много видео и фотографий,  связанных с теми днями борьбы и демонстраций. Так же во время "декады фаджр" проводится фестиваль “Фаджр”, являющийся крупнейшим иранским фестивалем кино, театра и музыки. 12 бахмана (1 февраля) в 9:33 в школах звучит особенный школьный звонок, приуроченный к годовщине возвращения Хомейни в Иран. 22 бахмана (11 февраля), последний день “декады фаджр”, в Иране официально является праздничным и выходным днем, а во многих городах проходят митинги в поддержку правительства. Таким образом, каждый год в этот день, в указанное время и в указанном месте собираются люди и проводят шествие. На нем из громкоговорителей звучат лозунги, которые народ повторяет. Эти лозунги, в большинстве своем против Америки, Англии, Израиля, против лицемерия и оппозиции правительства.

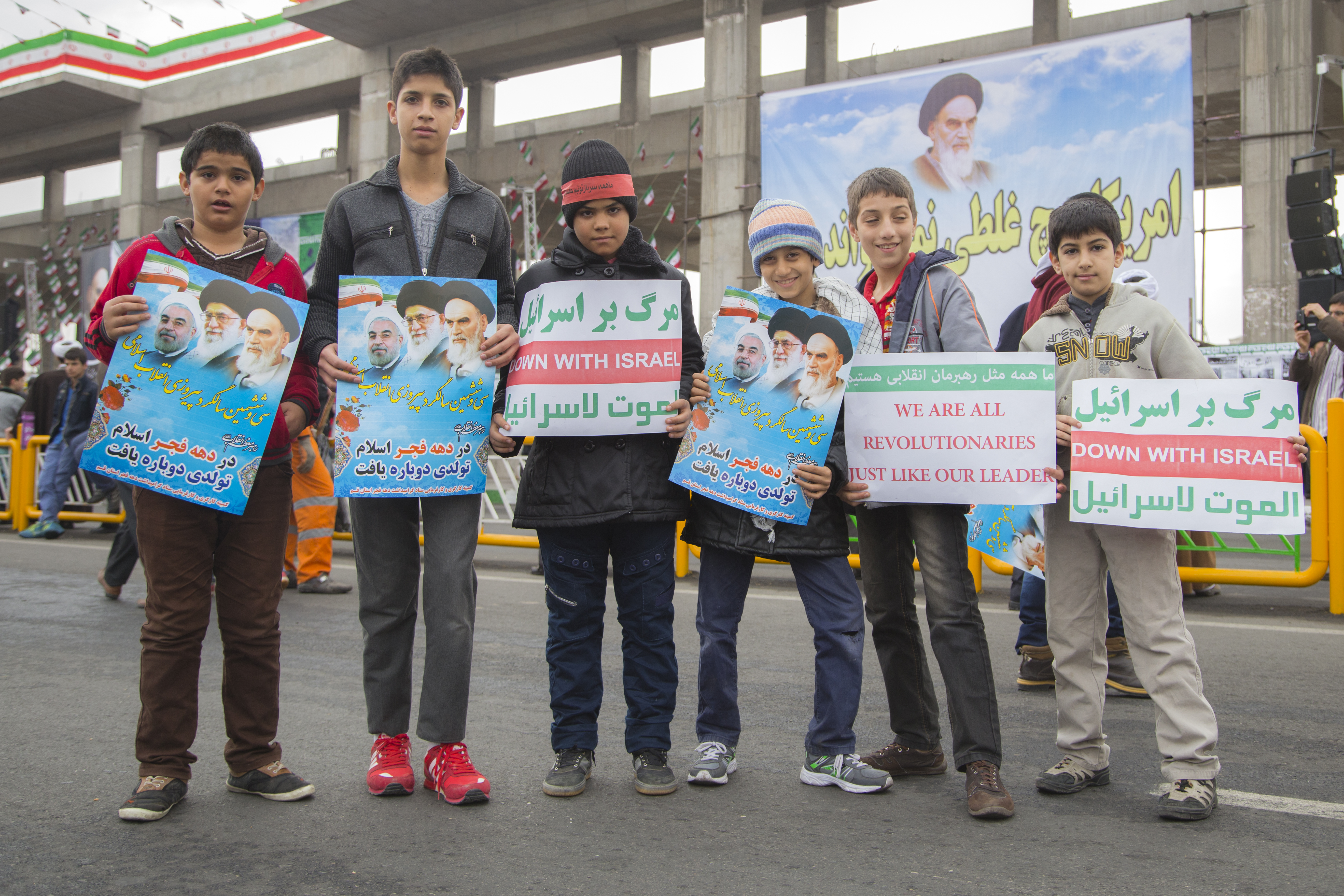
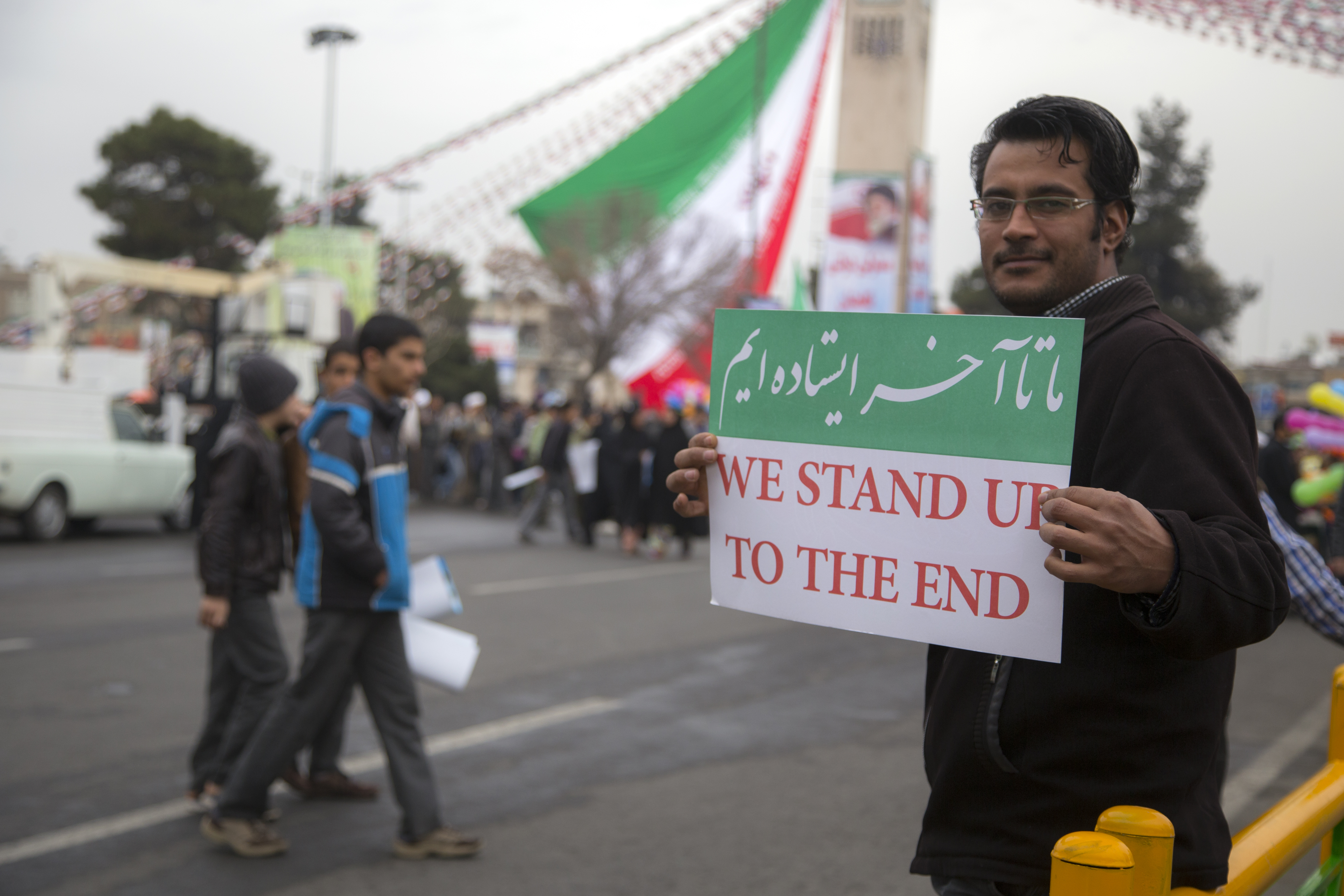
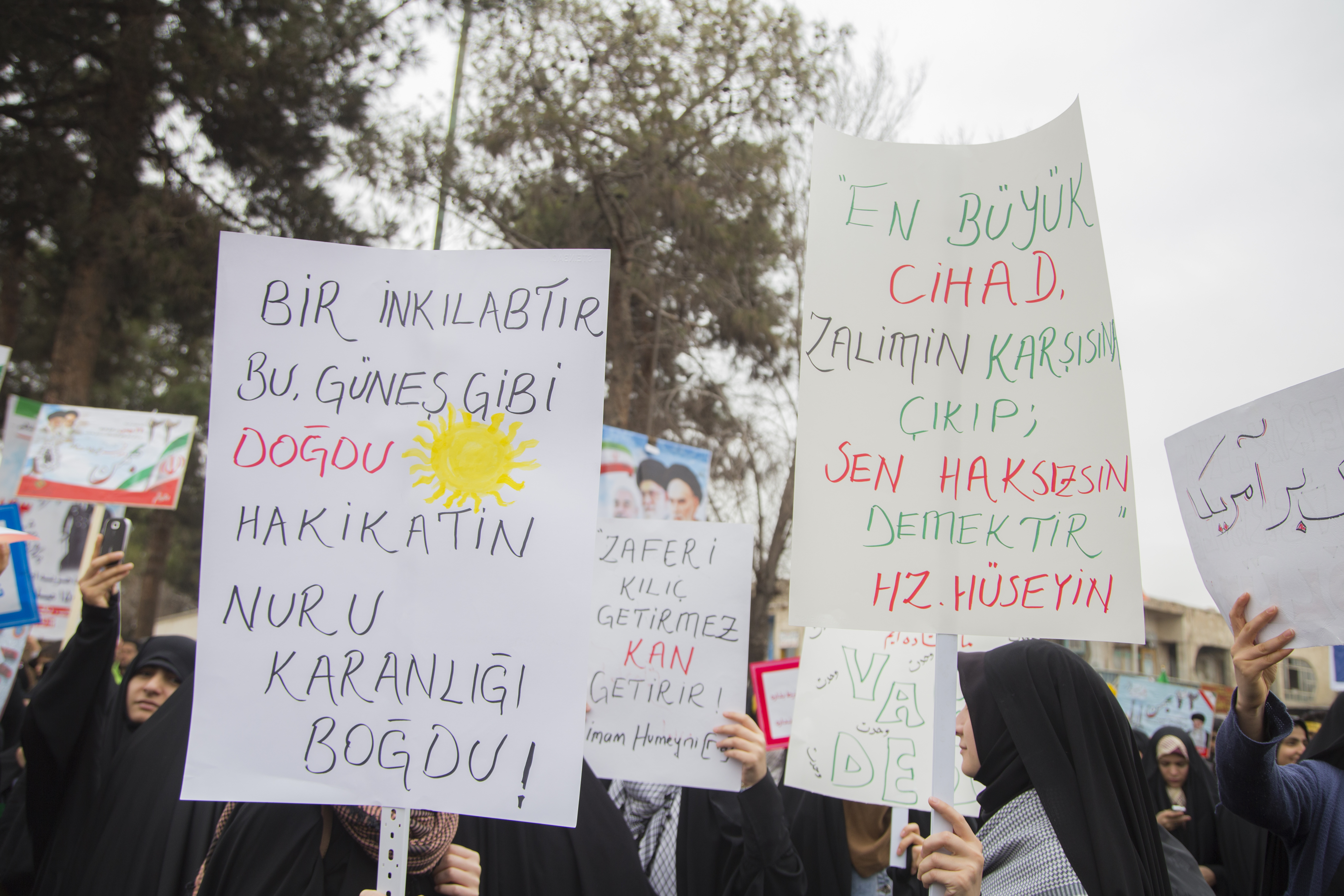
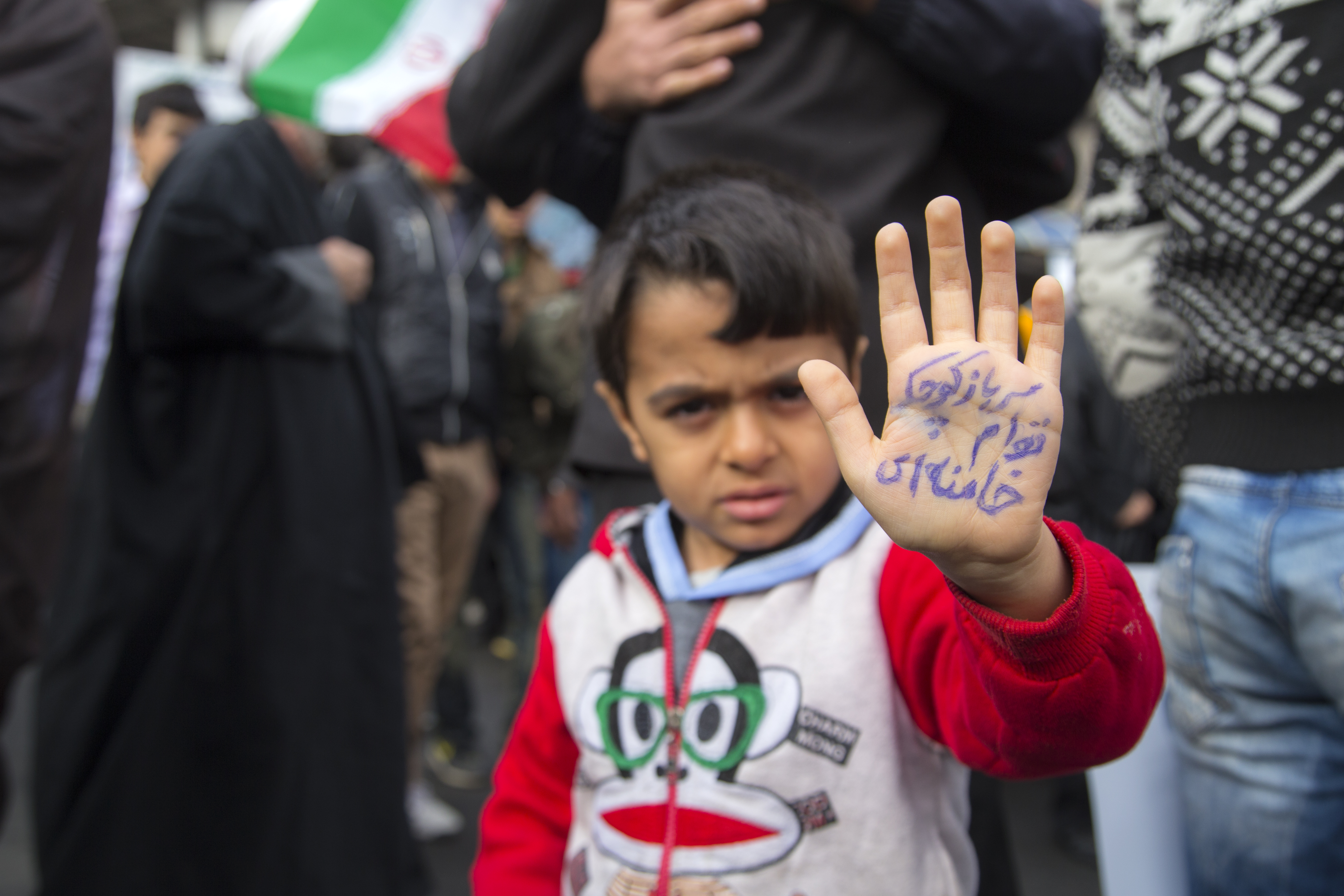

## См.также
- Праздники Ирана